# Antônio Celso de Queiroz
Antônio Celso de Queiroz (Pirassununga, 24 de novembro de 1933 – São Paulo, 16 de abril de 2023) foi um bispo católico brasileiro. Foi bispo emérito da diocese de Catanduva. 
Foi ordenado presbítero em 17 de abril de 1960 na localidade de Comillas, na Espanha. Foi nomeado bispo em 15 de outubro de 1975 e ordenado bispo em 14 de dezembro de 1975. 
Foi bispo auxiliar da Arquidiocese de São Paulo, para a Região Episcopal Ipiranga, de 1975 a 2000, sendo então substituído no governo da região por Dom Gil Antônio Moreira e a partir de 25 de março de 2000 tornou-se o primeiro bispo de Catanduva, diocese esta criada pelo Papa João Paulo II em 9 de fevereiro de 2000, tendo seu território se constituído pelo desmembramento das dioceses de São José do Rio Preto, São Carlos e Jaboticabal.
Foi secretário-geral (1987-1994) e vice-presidente da CNBB (2003-2007). Em 2009 o papa Bento XVI aceitou sua renuncia por idade sendo sucedido por Dom Otacílio Luziano da Silva.

## Morte
Antônio Celso de Queiroz, morreu no dia 16 de abril de 2023, aos 89 anos.